# Гінда Олена Миколаївна
Оле́на Микол́аївна Гі́нда (нар. 8 травня 1956, Улан-Батор) — українська фольклористка, літературознавиця, доктор філологічних наук, доцент. Живе і працює у Львові.

## Біографія
З 1963 по 1969 рік навчалась у Львівській спеціалізованій середній загальноосвітній школі № 56; з 1969 по 1972 рік — у середній загальноосвітній школі № 2 Улан-Батора; з 1972 по 1993 рік — у Львівській середній загальноосвітній школі № 66. У 1978 році закінчила філологічний факультет ЛНУ імені Івана Франка.

## Кар'єра
З 1978 по 1984 рік — асистентка кафедри російської літератури Львівського університету, з 1984 по 1986 рік — аспірантка, з 1986 по 1990 рік — асистентка, з 1990 по 1994 рік — доцентка цієї ж кафедри. У 1988 році здобула звання кандидата філологічних наук за спеціальністю 10.01.02 — радянська багатонаціональна література (наукова керівниця — доктор філологічних наук, професор Морозова Емілія Федорівна). Тема дисертації — «Прозова мініатюра в радянській літературі 60–80-х років (на матеріалі російської, української та білоруської літератур»).
З 1994 року — доцентка кафедри української фольклористики імені академіка Філарета Колесси Львівського університету. У 2016 році захистила докторську дисертацію на тему «Поетична творчість української спільноти в Італії початку ХХІ століття в контексті фольклорної традиції: сюжетика, генологія, інтертекстуальність» за спеціальністю 10.01.07 — фольклористика (науковий консультант — доктор філологічних наук, професор Івашків Василь Михайлович). У дисертації уперше системно досліджено вірші українських трудових іммігрантів в Італії кінця ХХ — початку ХХІ століття як артефакт, типологічно споріднений із фольклорною новотворчістю — українськими народними піснями про еміграцію кінця ХІХ початку ХХ століття.
Під науковим керівництвом Олени Гінди захистили кандидатські дисертації Лідія Мацевко, Ірина Збир і Ксенія Бородін. Матеріали дисертацій Ірини Збир і Ксенії Бородін покладено в основу наукових монографій (Ірина Збир. Оскар Кольберґ і його збірник «Покуття» [Текст]: монографія / Ірина Збир; Львівський національний університет імені Івана Франка. — Львів: ЛНУ імені Івана Франка, 2014. — 269 с.; Ксенія Бородін. Українська пісня в зацікавленнях Вацлава Залеського [Текст]: монографія / Ксенія Бородін ; Львів: Видавництво українського католицького університету, 2017. — 228 с.). Наукова редакторка видань — Олена Гінда.

## Нагороди
1978 року Міністерством вищої та спеціальної освіти СРСР нагороджена знаком «За відмінне навчання». 1992 року Міністерством освіти України присвоєно звання «Відмінник освіти України».

## Сфера наукових зацікавлень
Українська народна словесність, народознавство, літературознавство, теорія фольклору, фольклоризація авторських творів, фольклор соціокультурних груп і слов'янський словесний фольклор.

### Лекційні курси
Українська усна народна словесність, народознавство, поетика фольклору, сучасні тенденції розвитку фольклору, слов'янський словесний фольклор і основи теорії фольклору.

## Основні праці

### Наукова монографія
- Гінда О. Поетична творчість української трудової спільноти в Італії початку ХХІ століття в контексті фольклорної традиції: [монографія] / Олена Гінда // — Львів: ЛНУ імені Івана Франка, 2015. — 546 с.

#### Рецензії на монографію Олени Гінди
1. Шляхова Нонна. Культура новітніх українських спільнот за кордоном у вимірі фольклористичних досліджень // Нонна Шляхова / Одеський лінгвістичний вісник. : збірник наукових праць / Національний університет «Одеська юридична академія». — 2015. — Вип. 6. — С. 196—197.
2. Вертій О., Ткачук В. Перше фольклористичне дослідження поетичної творчості української трудової спільноти в Італії початку ХХІ століття // О.Вертій, В.Ткачук / Наукові записки Тернопільського національного педагогічного університету імені Володимира Гнатюка. Серія: Літературознавство. Збірник наукових праць / За ред. д.ф.н., проф. Ткачука М. П. Вип. № 43. — Тернопіль: ТНПУ, 2015. — С.389–395.
3. Вовчак Андрій. Фольклористична візія поетичної творчості українських трудових іммігрантів в Італії початку ХХІ століття // Андрій Вовчак / Діалектологічні студії. 10 : Традиції і новаторство / відп. ред.: П. Гриценко, Н. Хобзей. Вип. 10. — Львів: Інститут українознавства ім. І. Крип'якевича НАН України. 2015. — С. 571—574.
4. Кіраль Сидір. «Поезієтворчість» українських заробітчан в Італії початку ХХІ століття у науковій рецепції Олени Гінди // Сидір Кіраль / Українознавство. Ukrainian Studies. Вип. 4 (57) / — Київ: Науково-дослідний Інститут українознавства Міністерства освіти і науки України. 2015. — С. 250—254.
5. Zbyr Iryna. Olena Hinda. Poetry of Ukrainian Migrant Workers in Italy of the Early 21st Century in the Context of Folklore Tradition // Iryna Zbyr / East European Studies Journal. — 2015. — Vol. 39. № 6. — Р. 179—181. (East European and Balkan Institute, Center for International Area Studies, Hankuk University of Foreign Studies).
6. Лазоришин Ігор. Монографія Олени Гінди «Поетична творчість української трудової спільноти в Італії початку XXI століття в контексті фольклорної традиції» // Ігор Лазоришин / Газета «Галичина» (Івано-Франківськ), № 49 (5198), 4-5 липня 2016 р.
7. Бідзіля Юрій, Сенько Іван. Монографія Олени Гінди про поетичну творчість українців в Італії // Юрій Бідзіля / Науковий вісник Ужгородського університету. Серія «Філологія». Вип. 1(35). — Ужгород: ДВНЗ «Ужгородський національний університет». 2016. — С. 111—114.

### Вибрані статті у вітчизняних виданнях
- Гінда О. М. Поетика ліричної мініатюри (на матеріалі російської і української радянської прози) // Радянське літературознавство. — 1985. — № 12 (вип. 300). — С. 19-26.
- Гінда О. Прозова мініатюра в контексті східнослов'янської літературної жанрології (60-80-ті роки ХХ ст.) // Проблеми слов'янознавства. — 1999. — Вип. 50. — С. 111—118.
- Гінда О. Фольклорний твір крізь призму жанру (теоретичний аспект проблеми) / Олена Гінда // Українська філологія: Школи. Постаті. Проблеми. Збірник наукових праць, присвячених 150-річчю від дня заснування кафедри української словесності у Львівському університеті. — Львів, 1999. — Частина ІІ. — С. 495—500.
- Гінда О. Понятійне поле теоретичної фольклористики (до постановки проблеми) / Олена Гінда // Вісник Львівського університету. Серія філологічна. — Львів, 2003. — Випуск 31. — С. 32–42.
- Гінда О. Славістична спадщина Оскара Кольберґа: проблема варіативності фольклорних текстів / Олена Гінда // Проблеми слов'янознавства. — 2003. — Вип. 53. — С. 259—264 (у співавторстві). http://prima.lnu.edu.ua/slavistyka/n53/028.pdf [Архівовано 31 жовтня 2017 у Wayback Machine.]
- Гінда О. Оскар Кольберґ як організатор етнографічної виставки у 1880 р. (за матеріалами епістолярної спадщини вченого) / Олена Гінда // Мандрівець. — 2005. — № 3 (56). — С. 47–51.
- Гінда О. Жанр замовлянь в інтерпретації Філарета Колесси / Олена Гінда // Родина Колесс у духовному та культурному житті України кінця ХІХ — ХХ століття. Збірник наукових праць та матеріалів. — Львів, 2005. — С. 88–93.
- Гінда О. Теоретичні засади зарубіжної фольклористики кінця ХХ — початку ХХІ століть: спроба синхронного зрізу (на матеріалі російських досліджень) / Олена Гінда // Вісник Львівського університету. Серія філологічна. — Львів, 2006. — Випуск 37. — С. 59–65.
- Гінда О. Жанр фольклорний: маніфестація терміна як проблема / Олена Гінда // Вісник Львівського університету. Серія філологічна. — Львів, 2007. — Випуск 41. — С. 209—215. http://old.philology.lnu.edu.ua/visnyk/41/2007_41_hinda.pdf
- Гінда О. Поетичні новотвори українських трудових мігрантів в Італії як предмет фольклористичного дослідження / Олена Гінда // Міфологія і фольклор. — 2009. — № 2 — 3 (3). — С. 27–37. http://mifgournal.lnu.edu.ua/index.php/article_full_uk/items/52.html [Архівовано 26 травня 2018 у Wayback Machine.]
- Гінда О. Інноваційний формат досліджень традиційної народної магії: оглядово-бібліографічний дискурс / Олена Гінда // Вісник Львівського університету. Серія «Філологічна». — Львів, 2009. — Випуск 41. — С. 106—118.
- Гінда О. Теоретична фольклористика: дискурси Станіслава Росовецького / Олена Гінда // Вісник Львівського університету. Серія філологічна. — Львів, 2010. — Випуск 43. — С. 368—370.
- Гінда О. Скарбниця світової антропологічної думки: теоретичні постулати Броніслава Маліновського / Олена Гінда // Педагогічна думка. — Львів, 2010. — № 1. — С.74–77.
- Гінда О. Фольклористика і фольклор: до актуалізації проблеми / Олена Гінда // Держава і Регіони. Науково-практичний журнал ПКУ. — Запоріжжя, 2011. — № 4. — С. 10–17.
- Гінда О. Українська традиційна культура як структуруючий фактор життя і творчості української діаспори в Італії / Олена Гінда // Традиційна культура діаспори. Збірник наукових праць / Матеріали міжнародної наукової конференції «Одеські етнографічні читання». Одеський національний університет імені І.І. Мечникова. — Одеса, 2012. — С. 69–81. http://archaeology-ethnology.onu.edu.ua/wp-content/uploads/2013/11/Tradytsiina_kultura_diaspory.pdf [Архівовано 9 жовтня 2016 у Wayback Machine.]
- Гінда О.Українознавчий та україністичний простір в Італії: спроба оглядового дискурсу / Олена Гінда // Мандрівець. Всеукраїнський науковий журнал. 2012. — № 2 (березень-квітень). — С.46–50.
- Гінда О. Термін фольклор як понятійне та дискусійне поле [Текст] / Олена Гінда // Теорія літератури і гуманітарні студії: Збірник наукових праць з нагоди сімдесятип'ятиріччя доктора філологічних наук, професора, академіка Академії вищої школи України Романа Гром'яка / Упорядник І. Папуша // Studia metho¬dologica. — Вип. 34. — Тернопіль: ТНПУ, 2012. — С. 62–76.http://dspace.tnpu.edu.ua:8080/jspui/handle/123456789/3372
- Гінда О. Традиційна культура і фольклор у житті і творчості української діаспори в Італії. / Олена Гінда // Література. Фольклор. Проблеми поетики. Література. Фольклор. Проблеми поетики: Збірник наукових праць. — Вип. 37, Ч. 1. — Київ: Київський національний університет імені Тараса Шевченка, 2012. — С. 56 — 64.
- Гінда О. Коломийка в етнокультурному просторі сучасної української діаспори в Італії. [ / Олена Гінда // Мандрівець. Всеукраїнський науковий журнал. 2012. — № 4 / 100 (березень-квітень). — С.60–65.
- Гінда О. Поетична творчість українських трудових мігрантів в Італії як міжкультурний діалог. / Олена Гінда // Ученые записки Таврического национального университета им. В. И. Вернадского. . Том 26 (65). № 1. Серия Филология. Социальные коммуникации. — Сімферополь, 2013. — С. 460—465. http://sn-philolsocom.crimea.edu/arhiv/2013/uch_26_1fil/082_gind.pdf%5Bнедоступне+посилання+з+липня+2019%5D
- Гінда О. «Чуже» слово в поезіях українських трудових мігрантів в Італії. / Олена Гінда // Ученые записки Таврического национального университета им. В. И. Вернадского. . Том 26 (65). № 4, Часть 2 / Серия Филология. Социальные коммуникации. — Сімферополь, 2013. — С. 37 — 44.
- Гінда О. Коломийкова стереотипія в поезіях українських трудових мігрантів в Італії / Олена Гінда // Поетика лірики: Збірник наукових праць пам'яті доктора філологічних наук, професора Тетяни Волкової / Упорядник І. Папуша // Studia methodologica. — Вип. 35. — Тернопіль: ТНПУ, 2013. — С. 83–89. http://dspace.tnpu.edu.ua:8080/jspui/handle/123456789/3902%5Bнедоступне+посилання+з+липня+2019%5D
- Гінда О. «Заробітчанська» тематика в сучасному українському фольклорі як пролонгація й оновлення традиції / Олена Гінда // Родина Колессів — спадкоємність науково-мистецьких традицій (з нагоди 140-річчя від дня народження академіка Філарета Колесси): Збірник наукових праць та матеріалів. (Серія «Українська філологія: школи, постаті, проблеми». — Вип. 13) — Львів: Львів. нац. ун–т імені Івана Франка, 2013. — С. 179—202. http://philology.lnu.edu.ua/wp-content/uploads/2016/12/Rodyna_Kolessiv_Hinda_O_Zarobitchanska_tematyka_2013.pdf [Архівовано 26 лютого 2022 у Wayback Machine.]
- Гінда О. Часопис «До Світла» як «народний літопис» української трудової еміграції в Італії кінця ХХ — початку ХХІ століть / Олена Гінда // Українознавчий альманах. — Вип. 15. — К. : Київ. нац. ун–т ім. Тараса Шевченка, 2014. — С. 78 — 81 (0, 5 др. арк.).
- Гінда О. Концепт «мати» в українських народних піснях про еміграцію і поезіях сучасних заробітчан в Італії / Олена Гінда // Міфологія і фольклор. Загальноукраїнський науково-освітній журнал. — 2015. — № 1–2 (18). — Львів, 2015. — С. 59 — 69.

### Вибрані статті у зарубіжних виданнях
- Hinda О. Temat wojny w miniaturze prozatorskiej [Text] / Olena Hinda // Materialy sympozjuma I miedzynarodowa sesje naukowa Druga wojna swiatowa w literaturze polskiej I obcej (historia — literature — recepcja) / Zaklad teorii literatury IFP UMCS. — Lublin,1989. — S. 250—258.
- Гинда Е. Н. Современное поэтическое творчество украинской диаспоры в Италии: свой традиционный мир в чужом пространстве / Елена Николаевна Гинда // Научный альманах «Традиционная культура». — Москва, 2012. — № 2. — С. 30 — 42
- Hinda О. How Hutsul Dance «Kolomyyka» Functions as a Genre in Creative Works of Ukrainian Diaspora in Italy / Olena Hinda // East European Studies. East European and Balkan Institute, Center for International Area Studies, Hankuk University of Foreign Studies — 2012. — Vol. 33. — Р. 313—336.
- Hinda О. Folklore, Ethnocultural and Ethnomental Elements in New Poetic Coinages of Ukrainian Working Migrants in Italy / Olena Hinda // East European Studies. East European and Balkan Institute, Center for International Area Studies, Hankuk University of Foreign Studies — 2012. — Vol. 29. — Р. 288—306.
- Гінда О. Синтез літературного і фольклорного в поетичній творчості українських трудових мігрантів в Італії / Olena Hinda // Spheres of Culture. Lublin. Journal of Philological, Historical, Social and Media Communication, Political Science and Cultural Studies. Maria Curie-Sklodovska University of Lublin Faculty of Humanities, Branch of Ucrainian Studies. — 2013. –Vol. IV. — P. 110—117.
- Hinda О. Ukrainistic Space in Italy: an Attempt at Review Essay. [Text] / Olena Hinda // Spheres of Culture. Lublin. Journal of Philological, Historical, Social and Media Communication, Political Science and Cultural Studies. Maria Curie-Sklodovska University of Lublin Faculty of Humanities, Branch of Ucrainian Studies. — 2013. –Vol. VI. — P. 300—308.